# Púshkinskoye (Krasnodar)
Púshkinskoye (del ruso: Пушкинское) es un selo del raión de Gulkévichi del krai de Krasnodar, en el sur de Rusia. Está situado a orillas del río Zelenchuk Vtoroi, 22 km al sureste de Gulkévichi y 128 km al este de Krasnodar, la capital del krai. Tenía 1917 habitantes en 2010.
Es cabeza del municipio Púshkinskoye, al que pertenece asimismo Novokrasni.